# Веллс Тауншип (округ Бредфорд, Пенсільванія)
Веллс Тауншип (англ. Wells Township) — селище (англ. township) в США, в окрузі Бредфорд штату Пенсільванія. Населення — 1150 осіб (2020).

## Демографія
Згідно з переписом 2010 року, у селищі мешкало 814 осіб у 304 домогосподарствах у складі 236 родин. Було 368 помешкань
Расовий склад населення:
| - 96,6 % — білих - 0,5 % — корінних американців - 0,4 % — чорних або афроамериканців |

До двох чи більше рас належало 2,2 %. Частка іспаномовних становила 1,5 % від усіх жителів.
За віковим діапазоном населення розподілялося таким чином: 21,9 % — особи молодші 18 років, 58,9 % — особи у віці 18—64 років, 19,2 % — особи у віці 65 років та старші. Медіана віку мешканця становила 45,3 року. На 100 осіб жіночої статі у селищі припадало 110,3 чоловіків;  на 100 жінок у віці від 18 років та старших — 104,5 чоловіків також старших 18 років.
Середній дохід на одне домашнє господарство  становив 60 044 долари США (медіана — 55 625), а середній дохід на одну сім'ю — 67 088 доларів (медіана — 62 708). За межею бідності перебувало 13,4 % осіб, у тому числі 28,3 % дітей у віці до 18 років та 3,0 % осіб у віці 65 років та старших.
Цивільне працевлаштоване населення становило 247 осіб. Основні галузі зайнятості: освіта, охорона здоров'я та соціальна допомога — 30,4 %, виробництво — 17,8 %, роздрібна торгівля — 15,4 %.